# Règlement GMDSS
Le règlement GMDSS (Global Maritime Distress and Safety System), en français SMDSM, est un règlement imposé à certaines catégories de navires.

Il réglemente les systèmes, méthodes et appareils de communication qui concernent principalement la sécurité maritime et la détresse.